# NZLAV
NZLAV (New Zealand Light Armoured Vehicle) – nowozelandzka wersja bojowego wozu piechoty LAV III, produkowanego przez General Dynamics. W roku 2003 armia nowozelandzka zakupiła 105 tych pojazdów w celu zastąpienie używanych do tej pory transporterów M113. Wyprodukowano je w Kanadzie i są podstawowym pojazdem opancerzonym nowozelandzkich sił zbrojnych. US Army używa bardzo zbliżonych, lżej uzbrojonych pojazdów Stryker.

## Konstrukcja
Opancerzenie NZLAV zapewnia ochronę przed pociskami kal. 7,62 mm. Przewidziano możliwość instalacji dodatkowego pancerza ceramicznego, który zwiększa poziom ochrony. Taki wzmocniony pancerz chroni przed pociskami kal. do 14,5 mm. Ponadto można zainstalować dodatkowe ekrany chroniące przed RPG. Podwozie zostało wzmocnione, tak aby chroniło przed skutkami wybuchu min.
Głównym uzbrojeniem pojazdu jest umieszczone w wieży szybkostrzelne działko M242 Bushmaster kal. 25 mm z zapasem 420 nabojów. Uzbrojeniem dodatkowym są dwa karabiny maszynowe kal. 7,62 mm, jeden sprzężony z działkiem i jeden umieszczony na dachu.
NZLAV może być transportowany przez samoloty C-130 Hercules.